# Szatmári András (vívó)
Szatmári András (Budapest, 1993. február 3. –) olimpiai ezüst-, és bronzérmes, világ- és Európa-bajnok magyar kardvívó. A MTK versenyzője.

## Sportpályafutása
Szatmári András Budapesten született és apja példáját követve lett a Vasas SC kardvívója. Első edzője Gerevich György volt. A 2010. évi nyári ifjúsági olimpiai játékokon a 16 között esett ki. 2012-ben junior Európa-bajnok lett és az U23-as korosztályban is ő lett a kontinens legjobbja. A 2013-as junior világbajnokságon Porečban ezüstérmet szerzett.
A 2013-as világbajnokságon a negyeddöntőben a későbbi ezüstérmes orosz Nyikolaj Kovaljev győzte le. A 2014-es világbajnokságon tagja volt a bronzérmes kardcsapatnak. A 2017-es lipcsei világbajnokságon kard egyéniben világbajnok lett, a döntőben a koreai Gu Bon Gilt legyőzve, Nébald György 1990-es sikerét követően Magyarország első egyéni világbajnok kardozójává válva. A Tajvanban rendezett Universiadén kard egyéniben újabb aranyérmet nyert. 2018-ban az újvidéki Európa-bajnokságon csapatban aranyérmet nyert.
A 2019-es düsseldorfi Európa-bajnokságon a kardcsapat tagjaként ezüstérmet szerzett. A budapesti világbajnokságon egyéniben ezüstérmet szerzett, a döntőben a dél-koreai Oh Szang Uktól szenvedett vereséget 15-12-es arányban. A kardcsapattal is ezüstérmes lett, a döntőben Dél-Korea győzött 45-44-re a magyar csapat ellen.
A 2021-ben megrendezett tokiói olimpián kard egyéniben a legjobb 16 közé jutásért rendezett asszója során kikapott az iráni Ali Pakdamantól. A csapatversenyben (Szilágyi, Decsi, Gémesi) bronzérmet szerzett.
2022-ben az Európa-bajnokságon a 16 között kiesett. Csapatban (Decsi, Szilágyi, Gémesi) aranyérmes lett. A 2023-as Európa-bajnokságon második helyen végzett. A 2023 júliusi olaszországi világbajnokságon a magyar csapattal (Decsi, Szilágyi, Gémesi) aranyérmet szerzett.
A 2024-es párizsi olimpián kard egyéniben a 16 közé jutásért kapott ki 15-13 arányban a francia Boladé Apithy-től. A csapatverseny során Olaszország és Irán elleni győzelmével a magyar kardcsapat (Szilágyi Áron, Gémesi Csanád, Rabb Krisztián a döntőbe jutott, ahol Dél-Korea ellen szenvedett vereséget (15-8), és szerzett ezzel ezüstérmet.

## Díjai, elismerései
- Az év magyar egyetemi sportolója (2017)[18]
- Az év magyar vívója (2017[19])
- A Nemzetközi Vívó Szövetség (FIE) fair play díja (2019)[20]
- Magyar Arany Érdemkereszt (2021)[21]
- Az MTK Örökös bajnoka (2022)
- A Magyar Érdemrend lovagkeresztje (2024)[22]